# Película perdida

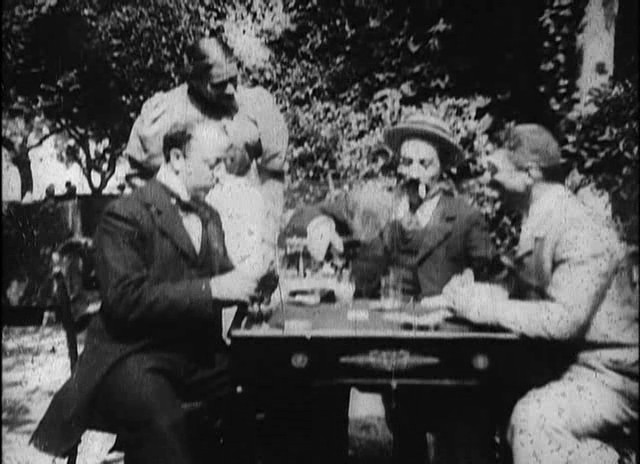
Foto instantánea de Une partie de cartes (1896), la primera película de Georges Méliès.

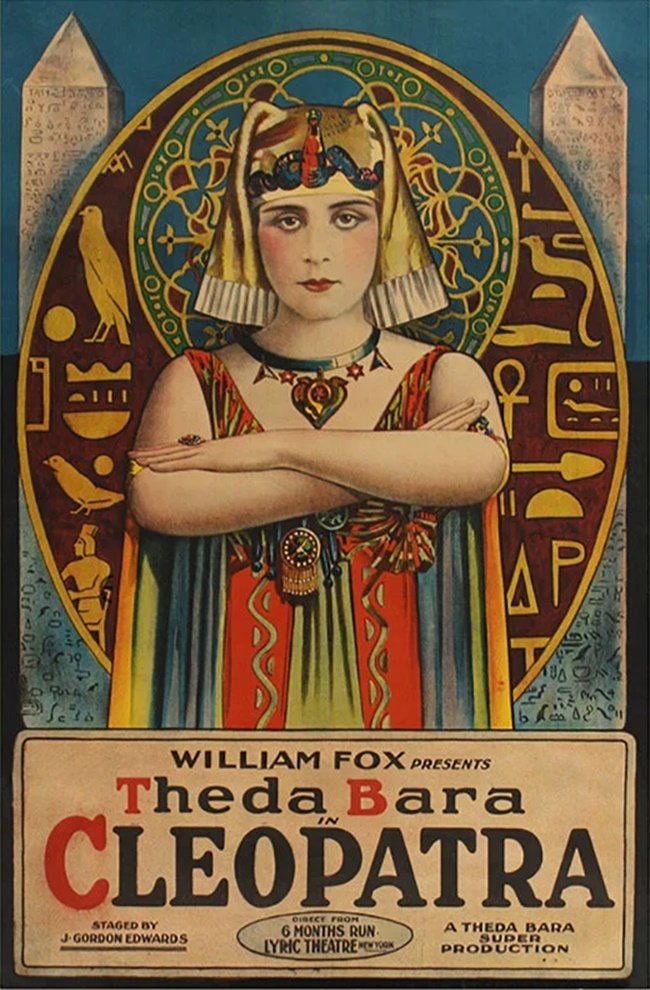
Afiche de la película Cleopatra (1917), del cual quedan solo fragmentos, pues las películas se quemaron durante un incendio en los almacenes de 20th Century Fox.

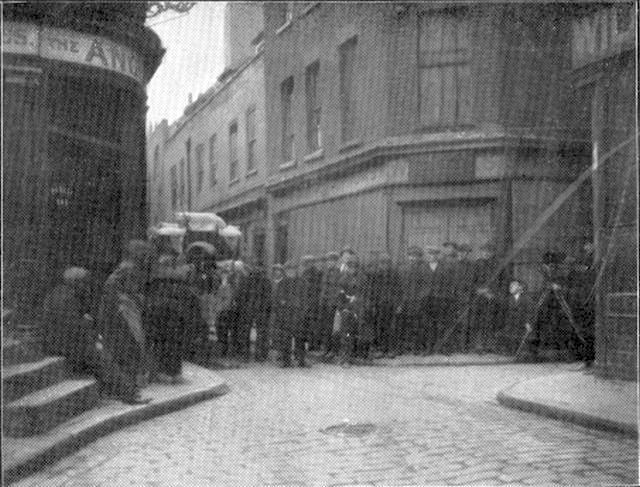
Extraña foto tomada en 1922, durante la filmación de Number Thirteen. La película quedó inconclusa, y las escenas filmadas hoy día son consideradas como perdidas.

Una película perdida o film perdido es un largometraje o un cortometraje de cine que no existe en ningún archivo de este tipo de material, a nivel mundial, e incluso en ninguna colección privada.
Las expresiones película perdida, film perdido o cinematografía perdida igualmente son utilizadas en el sentido literal para designar películas de las cuales ciertas escenas o ciertas secuencias han sido efectivamente perdidas, no editadas o descartadas de versiones alternativas que sí existen hoy en día.
De tanto en cuanto es encontrada una copia de una película perdida, y esa copia o copias son entonces catalogadas bajo el nombre de películas Lázaro. Esto ocurrió por ejemplo con Robín de los bosques, película de 1922.
Una película que no existe en su integridad es calificada como película parcialmente perdida.

## Razones de la pérdida de una película
La mayoría de las películas perdidas son del cine mudo o de los primeros años del cine sonoro, es decir, de entre los años 1894 y 1930 aproximadamente. La fundación de preservación de películas de Martin Scorsese estima que el 80% de las películas de cine de esa época están perdidas.
Numerosas películas de los comienzos del cine se perdieron por causa de la presencia de nitrato, particularmente inestable e inflamable, en películas fotográficas-cinematográficas.
El fuego también destruyó archivos enteros; por ejemplo, un incendio en un almacén en 1937 destruyó todos los negativos originales de la Twentieth Century Fox filmados antes de 1935. Por otra parte, una película puede deteriorarse rápidamente si no es preservada en un ambiente con temperatura y humedad controladas.
No obstante, la causa más frecuente de la pérdida de películas mudas fue la destrucción intencionada, dado que estas películas tenían poco o ningún valor comercial con posterioridad a 1930, fin de la era del cine mudo.
A este respecto, el conservador Robert A. Harris dijo:

La plupart des premiers films n'a pas survécu à cause de la vente en masse des studios. Il n'y avait aucune raison de sauver ces films. Ils avaient simplement besoin d'une chambre forte mais le matériel était cher à l'époque pour les studios.
Robert A. Harris.

La mayoría de las primeras películas no ha sobrevivido a causa de las ventas en masa de los estudios. No había ninguna razón para salvar esas películas. Simplemente necesitaban una caja fuerte pero en la época el material resultaba caro para los estudios.

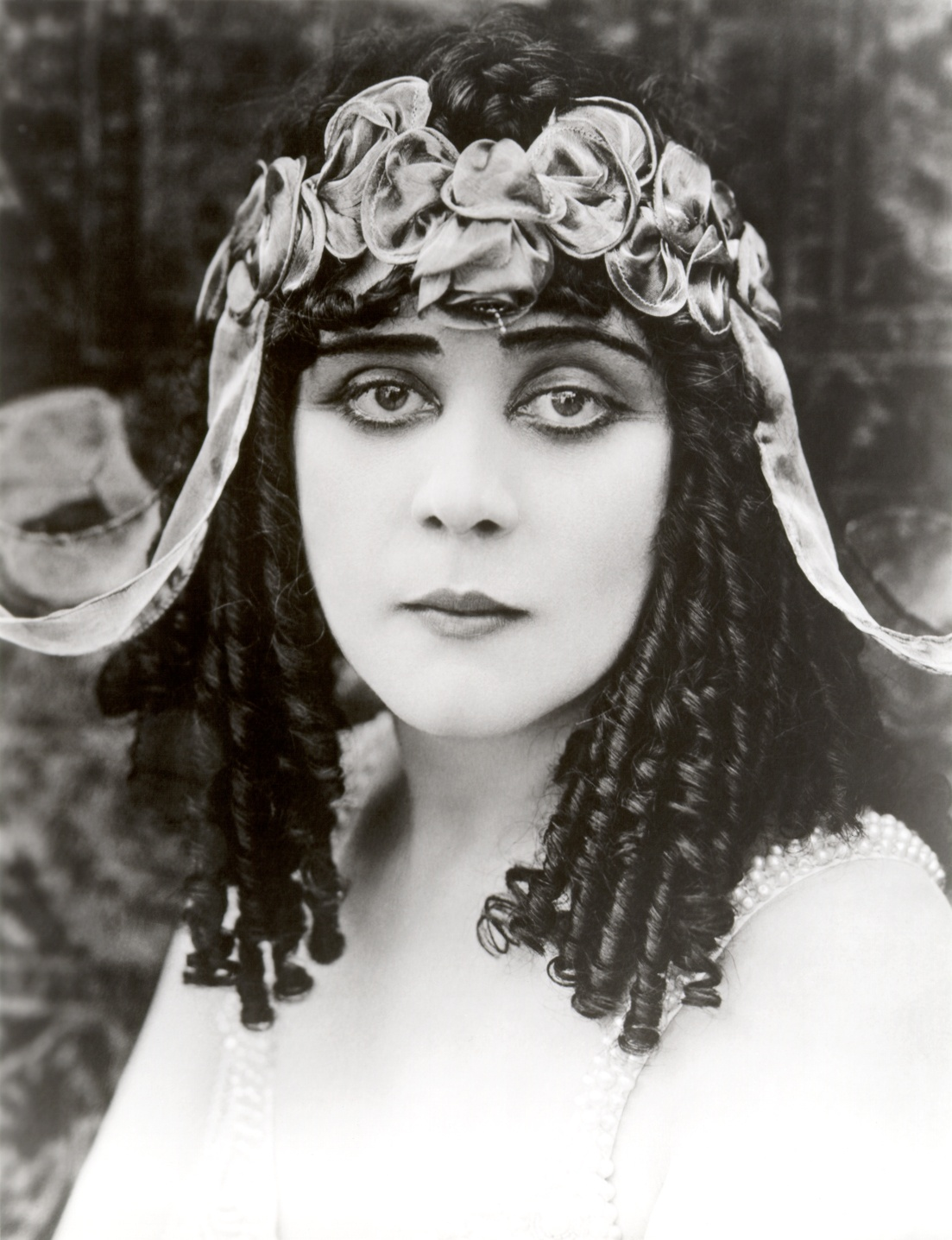
Theda Bara en Cleopatra, película de 1917.

Además, muchas de las primeras películas de Warner Bros Entertainment y de First National Pictures se perdieron, porque esos estudios aplicaban el procedimiento de sonido sobre disco, el cual utilizaba registros separados para imagen y sonido usando un fonógrafo especial y, en consecuencia, muchas de las bobinas sin su audio asociado fueron desechadas por presuponerlas inútiles. El señalado sistema técnico tuvo un giro fundamental en 1930, cuando se popularizó el procedimiento del sonido sobre la propia película.
Antes de la era del sistema de grabación VHS y de la televisión, se consideraba que las películas tenían muy poco valor cuando finalizaba su interés comercial en las salas de cine. Y por esta razón, muchas películas fueron deliberadamente destruidas por los estudios de producción, con el fin de ganar espacio y reducir sus costos de almacenamiento. Así, muchos negativos en Technicolor de los años 1920 y 1930 fueron simplemente desechados con el objetivo de ganar espacio, cuando por política comercial los estudios entonces rechazaban retomar sus películas que estaban en cofres Technicolor. Además, muchas películas fueron recicladas para así recuperar la plata contenida en las películas, perdiendo de esta manera el registro de las escenas.
También ciertas impresiones fueron vendidas intactas (completas o en parte) a personas que tenían aparatos privados de proyección, y que deseaban poseer escenas de sus películas favoritas con la finalidad de exhibirlas a sus conocidos durante sus reuniones privadas.
A fin de preservar las películas a base de nitrato, se hicieron copias sobre películas de salvamento a base de celulosa o incluso gracias al registro digital, a pesar de que la opción de la celulosa fue inicialmente más apreciada que la opción numérica en la mayoría de los archivos, a causa de la mayor longevidad probada de la primera opción, así como de una mayor similitud de la misma respecto de la forma original.
Véase por ejemplo el caso de Theda Bara: de las 40 películas que realizó esta actriz, solo han sobrevivido tres y la mitad de una. Otro ejemplo es el caso de Clara Bow: de sus 57 películas, 20 están absolutamente perdidas, y 5 de las que se conservan están incompletas.
También hay casos especiales o excepcionales: todas las películas de Charlie Chaplin sobrevivieron, incluso muchos metrajes inutilizados de 1914, con excepción de A Woman of the Sea (que el propio Chaplin destruyó), así como una de sus primeras películas con Keystone Studios, Her Friend the Bandit.

## Películas perdidas después de 1950
El llamado soporte de seguridad de triacetato de celulosa de 35 mm fue introducido en 1949. Este soporte tenía un material de base mucho más estable que la precedente película de nitrato, y la prueba contundente de ello fue que muy pocas películas se perdieron a partir de los años 1950. No obstante lo señalado, se debe admitir que en el nuevo material ciertos colores se atenuaban, cambiaban o desaparecían, y que además el síndrome del vinagre amenazaba las películas, aunque obviamente también continuaron siendo importantes las condiciones del almacenamiento en cuanto a la calidad y longevidad del material preservado.

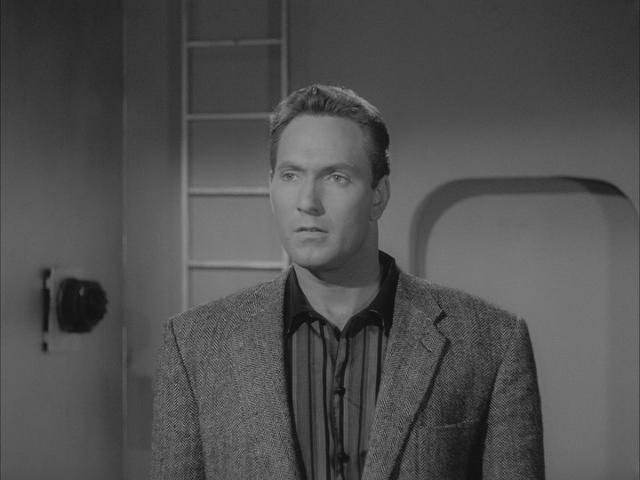
Gregory Walcott en la película Plan 9 from Outer Space, de Ed Wood.

La mayoría de las principales películas de los años 1950 sobrevivieron hasta hoy día, con excepción de las primeras películas pornográficas y de algunas de las llamadas series B, las cuales se perdieron. 
Debe lamentarse la pérdida de algunas películas de realizadores conocidos, como por ejemplo: Ecstasies of Women y Linda and Abilene de Herschell Gordon Lewis, estrenados en 1969. 
- The Undergraduate, de Ed Wood (1972), así como Take It Out In Trade, del mismo realizador (1970), del cual solamente quedan algunos fragmentos sin sonido. Además, durante años se creyó que estaba perdido Necromania de 1971, también de Ed Wood, hasta que una versión editada vio la luz en una compra-venta de ocasión, en 1992, y años más tarde, una copia antes inédita le siguió en el año 2001.[12] También una copia entera de una precedente película pornográfica de Ed Wood, titulada The Young Marrieds, fue reencontrada en el año 2004.

- The Noble Experiment de 1955, la primera película de Tom Graeff, se considera perdida. En esta obra, Tom Graeff es el realizador, autor y actor, interpretando a un genio científico incomprendido.

- Diario de un verano en 1953, una película casera e inconclusa filmada por Margot Benacerraf y Pablo Picasso como protagonista. Hasta la fecha la película se encuentra extraviada.

- Crónica para un futuro de 1967, dirigida por Carlos Alberto Aguilar, protagonizada por Marcelo Laferrère y narrada por Sergio Renán,[13] de la que se conserva únicamente el guion cinematográfico original, que fue modificado durante el rodaje. La película fue precursora del género falso documental y un film institucional de la empresa Fiat Concord.[14] Su trama presenta las características de los productos de esta empresa –automóviles y trenes– a partir de las desventuras de ficción de un periodista que emprende un viaje desde la Ciudad de Buenos Aires hacia la Provincia de Córdoba, para realizar un informe del funcionamiento de la fábrica ferroviaria de dicha provincia. Se considera perdida como así también la banda sonora original, compuesta por Bubby Lavecchia.

- Disfraz de Demonio de 1977, protagonizado por Sandro, oficialmente perdido aunque existe la creencia de que aún queda una copia que solo se puede ver en proyecciones privadas. La obra transcurre en el Buenos Aires de la Epidemia de fiebre amarilla de 1871.

- La mayoría de las primeras películas de Andy Milligan igualmente son consideradas perdidas.

- El spot televisivo Cantando y a la cama —musicalizado con el tema homónimo— protagonizado por el grupo musical infantil Parchís que marcaba la finalización del horario de protección al menor en Argentina Televisora Color en 1971.[15]

- Además, muchas películas realizadas con fines educativos, religiosos o de formación profesional de los años 1940 hasta los años 1970, también están perdidas, ya que en su momento se consideró que eran mejorables, o que directamente no valían la pena - es decir, que eran de muy dudosa calidad.

Ciertas versiones (blanco y negro, color, con o sin sonido, etc.) de algunas películas están posiblemente perdidas, como por ejemplo muchas de las primeras películas en color: La isla misteriosa de Lucien Hubbard (The Mysterious Island) de 1929 así como The Show of Shows de John G. Adolfi, existen solo parcialmente o no existen en color, ya que las copias adicionales para los archivos fueron hechas en blanco y negro.
Por su parte, dos películas en 3D de 1954, Top Banana y Southern Passage, solo existen en formato 2D, ya que únicamente se archivó una de las copias, en lugar de las dos necesarias para conseguir el efecto 3D.

## Películas en peligro
Muchas películas importantes de la era del cine mudo, películas donde intervienen actores célebres y reconocidos, obras del séptimo arte con indiscutidos talentos creativos, no se han perdido pero existen a través de un único ejemplar en los museos del cine o en colecciones privadas, y en muchos de estos casos, se trata de películas que jamás fueron copiadas, ni digitalizados, ni preservados de ninguna manera.

## Películas con banda sonora perdida
Algunas películas producidas con el sistema del sonido sobre disco, como por ejemplo vitaphone, en los que el disco estaba separado de la película, hoy día son considerados perdidos, pues los discos con el registro sonoro se perdieron o se dañaron, mientras que las imágenes afortunadamente aún se conservan.
Muchas películas de vitaphone hoy día existen solo a través de las imágenes y, por el contrario, de otras únicamente han llegado a nuestros días los discos con los sonidos, pero sin las imágenes correspondientes.
Por su parte, unas cuantas películas con sonido estereofónico de mediados de los años cincuenta del siglo XX, fueron registradas sobre bobinas magnéticas de 35 mm, ya que en esa época, para el registro estereofónico se usaron cintas magnéticas simples (tales como las de cuatro pistas de Fox, una forma de registro que inicialmente se convirtió en el estándar de la banda sonora estereofónica). Películas como House of Wax (1953), The Caddy, The War of the Worlds (1953), The 5,000 Fingers of Dr. T y también From Here to Eternity, que en un principio fueron registrados sobre cintas de tres pistas, hoy día tienen su sonido magnético utilizable únicamente sobre cintas con pistas ópticas monofónicas. Toda la química propia del manejo magnético aplicada a la película con base en triacetato, fue la causa efectiva del deterioro autocatalítico ("síndrome del vinagre") de la película, ya que mientras los estudios pudieron utilizar un negativo óptico monofónico que podía ser impresionado, los ejecutivos y responsables no sintieron la necesidad de preservar las versiones estereofónicas sobre bandas sonoras.

## Películas no apropiadas para la comercialización
El término «película perdida» igualmente fue aplicado por error a las películas que sobrevivieron en integralidad, pero que jamás fueron presentadas al público en formatos tales como Video Home System o Digital Versatile Disc, y que incluso jamás fueron difundidas por la televisión, y entre estas películas, pocas tienen liberados los derecho de autor, y pocas están disponibles en bootleg (ediciones no autorizadas y en calidades por cierto variables).
- Letty Lynton, una producción de la Metro-Goldwyn-Mayer (MGM) de 1932, con Joan Crawford, Robert Montgomery y Nils Asther, no se encuentra disponible después de una orden terminante del tribunal federal de Estados Unidos del 17 de enero de 1936, donde se declaró que el guion utilizado por la MGM era demasiado próximo o similar al de la película Dishonored Lady (1930) de Edward Sheldon y Margaret Ayer Barnes, y que los citados estudios no habían adquirido los derechos correspondientes ni habían acreditado que la obra estaba basada en la novela epónima de 1931, cuya autora era Marie Belloc Lowndes.

- La película de John Wayne Escrito en el cielo (The High and the Mighty), de 1954, es también un célebre ejemplo: esta obra fue vista por última vez en la televisión en 1982, y no se editó en vídeo antes de 2005 (en soporte DVD).

- La película Song of the South de Disney, que se exhibió por última vez en cine en 1986, ya no se encuentra disponible en América del Norte porque presenta el estereotipo racial vigente durante el período de reconstrucción de Estados Unidos tras la Guerra de Secesión. Sin embargo, está disponible en varios formatos tanto en Europa como en Asia.

- La comedia musical de Anthony Newley Can Hieronymus Merkin Ever Forget Mercy Humppe and Find True Happiness?, la primera comedia musical clasificada X.

- La película para televisión Star Wars Holiday Special jamás salió oficialmente en vídeo, y fue difundida una sola vez en televisión.

- Debido a la presencia de escenas que mostraban actividades ilegales, fue prohibida la difusión del documental sobre los Rolling Stones llamado Cocksucker Blues salvo en presencia del realizador Robert Frank.

- American Hot Wax de 1978 estaba disponible en VHS pero hoy día está descatalogado. La historia del pionero del rock'n'roll Alan Freed contiene registros reales de los años 1950, especialmente de Chuck Berry, Jerry Lee Lewis, y The Planotones, así como de Fran Drescher y Jay Leno.

- La película de 1982 Inchon, de Terence Young, jamás salió a la luz en ningún formato después de su desastrosa presentación inicial en las salas de cine.

- At Long Last Love, cuyo repertorio musical fue compuesto por Cole Porter y Cybill Shepherd, hizo vacilar la carrera entonces prestigiosa de su realizador Peter Bogdanovich.

- En 1972, The Day the Clown Cried de Jerry Lewis, en la cual un payaso divertía a los niños en un campo de concentración; esta película se acababa con fotos de la filmación, pero cayó en los limbos de la legalidad con el autor del libro en el cual la película se inspiraba, libro que en realidad jamás fue editado.

- Una versión con pequeño presupuesto de la película Los cuatro fantásticos de 1994, de Oley Sassone, y producido por Roger Corman.

- La película de animación canadiense Heavy Metal, inspirado en el comic francés de fantasía y ciencia ficción Métal hurlant aparecido en 1981, fue brevemente comercializado a mediados de los años 1980, en cadenas de televisión-cable como HBO, pero las difusiones fueron raras, por causa de la reciente aparición de la videograbadora y de la industria del Home video de la época. La película finalmente se editó y difundió en VHS a partir de 1996, y por tanto hoy día está disponible a través de "DVD Collector".[17]

- Fear and Desire, el primer largometraje de Stanley Kubrick, respecto del cual el propio Kubrick compró todas las copias para impedir futuras proyecciones.

- The Keep de Michael Mann nunca llegó a comercializarse en DVD en Francia.

## Películas reencontradas o redescubiertas
Ocasionalmente, las copias de una película (así como las emisiones de televisión) que son consideradas perdidas, pueden ser finalmente encontradas. Por ejemplo, la versión de Frankenstein de 1910 estuvo perdida durante décadas, hasta que una copia fue reencontrada en los años 1970 en el domicilio de un coleccionista. Algo similar ocurrió con la película Ricardo III de James Stuart Blackton dado a conocer en 1912, pues en 1996 se reencontró una copia que fue restaurada por el American Film Institute.
A veces, una película se cree perdida en su estado de origen debido a una restauración o modificación, o por habérsele aplicado el procedimiento de coloreado o algún otro método de recuperación.
La jaula, el episodio piloto de la serie de televisión Star Trek, emitido en 1964, solamente sobrevivió en su versión blanco y negro, hasta llegados los años 1980, cuando los elementos de color fueron reencontrados, permitiendo así producir una versión enteramente en color.
A principio de los años 2000, la película alemana Métropolis de Fritz Lang — que fue distribuida en varios montajes diferentes a lo largo de los años — fue finalmente restaurada en una forma muy próxima a la versión original después de que se efectuaran las reparaciones necesarias mediante la edición asistida por ordenador. De todas maneras, la cuarta parte de la película de origen fue considerada perdida, según el distribuidor Kino Video de la obra restaurada en DVD. Finalmente el 1 de julio de 2008 los expertos en cinematografía de Berlín declararon que una copia completa de montaje, con los 210 minutos originales de la película, había sido encontrada por fin en los archivos del Museo del Cine en la ciudad de Buenos Aires (Argentina).

## Películas realizadas con partes de películas perdidas
Muchas películas fueron realizadas juntando fragmentos de películas perdidas. Así por ejemplo, Decasia, aparecida en 2002, está únicamente compuesta de secuencias encontradas en estado ruinoso y luego unidas, lo que a lo producido da un efecto de poema de tono abstracto entre luminosidad y oscuridad. Asimismo, la película histórica Lyrisch Nitraat de Peter Delpeut (de 1990), también se generó uniendo secuencias encontradas en una caja en un cine de Ámsterdam.
En 1993, Delpeut realizó Forbidden Quest, formado con secuencias de los comienzos del cine y de la fotografía, y combinando archivos con nuevo material, con el fin de contar una historia ficticia sobre una expedición a la Antártida destinada al fracaso.
El documental-parodia La verdadera historia del cine pretendía mostrar secuencias reencontradas de los comienzos del cine, pero en lugar de ello, los realizadores utilizaron secuencias nuevas, haciéndolas pasar como películas perdidas.
En cuanto a la película Eldorado de Bouli Lanners, difundida en 2008, retoma secuencias de películas amateur encontrados por azar en una compraventa de ocasión, material que no llevaba ni fechas ni nombres.